# Руські Дубровки
Руські Дубро́вки (рос. Русские Дубровки, ерз. Русские Дубровки) — село у складі Атяшевського району Мордовії, Росія. Входять до складу Великоманадиського сільського поселення.

## Населення
Населення — 264 особи (2010; 300 у 2002).
Національний склад (станом на 2002 рік):
- росіяни — 73 %
- ерзяни — 26 %